# نادي النفط
نادي النفط الرياضي هو أحد أندية كرة القدم في العراق، تأسس سنة 1979م, يقع مركزه في منطقة الاعظمية، حي اور، في جانب الرصافة ببغداد، ويلعب في الدوري العراقي الممتاز لكرة القدم.

## الإحصاءات

### في البطولات الدولية
آخر تحديث 30 تشرين الثاني 2018.
| المسابقة                  | السجل | السجل | السجل | السجل | السجل  |
| المسابقة                  | م     | ف     | ت     | خ     | فوز %  |
| ------------------------- | ----- | ----- | ----- | ----- | ------ |
| كأس العرب للأندية الأبطال | 4     | 0     | 2     | 2     | 000٫00 |
| المجموع                   | 4     | 0     | 2     | 2     | 000٫00 |